# Баянжаргалан (Туве)
Баянжаргалан (монг. Баянжаргалан) — сомон аймаку Туве, Монголія. Територія 2,376 тис. км², населення 2,0 тис. Центр — селище Баясгалант розташоване на відстані 120 км від м. Зуунмод та 200 км від Улан-Батора.

## Рельєф
Найвища точка Ламин уул 1650 м, східною частиною сомону протягом 90 км протікає річка Херлен (Керулен), є кілька джерел.

## Клімат
Різкоконтинентальний клімат. Середня температура січня −20-25 градусів, липня +15-20 градусів, щорічна норма опадів 200–220 мм.

## Тваринний світ
Водяться лисиці, корсаки, тарбагани, зайці.

## Економіка
Населення вирощує картоплю, кормові рослини, овочі, в сомоні 75 тисяч голів худоби (2007 р), є фабрика взуття з м'якого войлока.

## Соціальна сфера
Є школа, лікарня, центр торгівлі та обслуговування, будинок культури.